# Порохово (Вологодская область)
По́рохово — деревня в Усть-Кубинском районе Вологодской области. Входит в состав Высоковского сельского поселения. С 1 января 2006 года по 9 апреля 2009 года была центром Филисовского сельского поселения, с точки зрения административно-территориального деления — центр Филисовского сельсовета.

## Расположение
Расположена на левом берегу реки Кихть и у озера Ивакинское. Деревня находится у автотрассы 19-248Н-044. На другом берегу располагаются: деревни Плющево, Филисово, с севера примыкает деревня Ивакино.
Порохово не имеет прямого пассажирского сообщения с районным центром, поэтому местные жители добираются до деревни либо на личном транспорте/такси, либо пешком от посёлка Высокое.

## История
Первое письменное упоминание о деревне относится к 1627 году. Деревня являлась помещичьей и входила в Уточенскую волость Вологодского уезда. После губернской реформы Екатерины II Порохово было отнесено к Кадниковскому уезду Вологодской губернии. Основными занятиями деревенских жителей были роговые промыслы. Так называемый «Устьянский рог», производимый в Порохове и ряде соседних деревень, славился не только в Вологодской губернии, но и продавался по всей стране.
До 14 января 1929 года Порохово входило в Устьянскую волость Кадниковского уезда. После упразднения Вологодской губернии деревня вошла в состав Филисовского сельсовета Усть-Кубинского района в составе Северного края (1929—1936), после его ликвидации — в составе Северной области (1936—1937), а после 23 сентября 1937 года — в составе Вологодской области.
С 14 января 1929 года деревня находилась в составе Филисовского сельсовета, к которому 18 июля 1954 году был присоединён Устьянский сельсовет. 29 февраля 1960 года объединённый сельсовет стал называться Устьянским. 12 ноября 1960 года Усть-Кубинский район был упразднён и сельсовет вместе с деревней перешёл в состав Сокольского района. Однако 12 января 1965 года Усть-Кубинский район был восстановлен и через два дня сельсовет вновь вошёл в его состав.
В январе 1969 года Устьянский и Филисовский сельсоветы вновь были разделены и деревня вошла в состав Филисовского сельсовета. 6 декабря 2004 года Филисовский сельсовет был преобразован в Филисовское сельское поселение с административным центром в Порохово. 9 апреля 2009 года Филисовское сельское поселение было упразднено, а его территория вошла в состав Высоковского сельского поселения.

## Население
| 2010 |
| ---- |
| 273  |

По переписи 2002 года население — 274 человека (123 мужчины, 151 женщина). Преобладающая национальность — русские (95 %).

## Инфраструктура
Порохово разделено на 5 улиц (Полевая, Молодёжная, Зелёная, Лесная и Набережная). Единственное производственное предприятие деревни — отделение «Маяк» ОАО «Вологодский картофель». В большинстве своём местные жители работают в сельском хозяйстве.
На территории деревни расположены следующие социальные учреждения:
- Детский сад — филиал Усть-Кубинской средней общеобразовательной школы.
- Филисовский сельский дом культуры. Имеет зрительный зал на 50 мест. Здесь также проходят дискотеки и всевозможные праздники, организуются клубы по интересам (караоке-клуб, агитбригада «Радуга», детский клуб «Непоседы», клуб «Юбилейная дата», театр малых форм «Печки-лавочки», детская театральная студия «Забава», ветеранское объединение «Встреча») и спортивные секции (тренажёрный зал, спортклуб «Богатырская застава» по гиревому спорту и женская группа «Здоровье» по аэробике).
- Филисовская межпоселенческая библиотека (входит в состав МУК «Межпоселенческая централизованная библиотечная система Усть-Кубинского района»). Книжный фонд библиотеки составляет более 5 тыс. экземпляров. Библиотека оформляет книжные выставки и реализует программу «И края в мире нет дороже», направленную на формирование экологической культуры среди населения.
- Филисовский фельдшерско-акушерский пункт. Здесь проходят лечение жители Порохово и близлежащих деревень.

С 1987 по 2009 годы в деревне также располагалась начальная школа, которая в 2007—2009 годах была объединена с местным детсадом и функционировала в составе МОУ «Филисовская начальная школа-детский сад». В октябре 2009 года детсад стал филиалом Усть-Кубинской СОШ, а начальная школа была закрыта.
На берегу реки Кихть расположена мини-футбольная площадка. Есть футбольная команда «Филисово», в которой, помимо жителей Порохово, играют жители деревень бывшего Филисовского сельсовета.
Порохово относится к участку № 6 Усть-Кубинского РОВД. Хоронят местных жителей на кладбище, расположенном в 1 км от деревни. Запись актов гражданского состояния населения Порохово осуществляется непосредственно в районном центре — селе Устье. В деревне работают 2 магазина — «Пятое колесо» (ЧП Рассказов) и «Кубенаторг».
Порохово имеет собственное почтовое отделение и АТС на 80 номеров.
Доступны услуги сотовых операторов «МегаФон», «МТС» и «Билайн». Среди телевизионных каналов присутствуют «Первый канал», «Россия 1», «Россия К», НТВ, ТВЦ, Муз-ТВ, РЕН, «Россия-Спорт», ТНТ и вологодский городской канал ТВ-7.

## Достопримечательности
На территории деревни расположен обелиск погибшим воинам с надписью «Вечная память воинам Филисовского сельсовета, погибшим за Родину в годы Великой Отечественной войны в 1941—1945 гг.»
Главный деревенский праздник — «Яблочный Спас» (19 августа), девиз которого «Спас к нам в гости приходил, яблочками угостил». В этот праздник проводятся народные гулянья, конкурсы на лучшее подворье, чествование старожилов деревни и угощение яблоками.

## Известные уроженцы
- Владимир Александрович Теленков — мастер спорта по гиревому спорту, чемпион Европы и серебряный призёр чемпионата мира по гиревому спорту среди ветеранов[8]. По-прежнему живёт в Порохове и ведёт клуб по гиревому спорту «Богатырская застава».